# Reka Cerkezița
Reka Cerkezița este o arie protejată (sit de importanță comunitară — SCI) din Bulgaria întinsă pe o suprafață de 141,43 ha, integral pe uscat.

## Localizare
Centrul sitului Reka Cerkezița este situat la coordonatele 42°04′53″N 24°59′47″E / 42.0814°N 24.9965°E.

## Înființare
Situl Reka Cerkezița a fost declarat sit de importanță comunitară în martie 2007 pentru a proteja 15 specii de animale.

## Biodiversitate
Situată în ecoregiunea continentală, aria protejată conține 1 habitat natural: Galerii de Salix alba și de Populus alba.
La baza desemnării sitului se află mai multe specii protejate:
- amfibieni (2): buhai de baltă cu burta roșie (Bombina bombina), Triturus karelinii
- mamifere (5): vidră de râu (Lutra lutra), liliac comun (Myotis myotis), liliacul mare cu potcoavă (Rhinolophus ferrumequinum), popândău (Spermophilus citellus), dihor pătat (Vormela peregusna)
- nevertebrate (3): rădașcă (Lucanus cervus), Ophiogomphus cecilia, Unio crassus
- pești (3): Barbus cyclolepis, zvârluga (Cobitis taenia), boarță (Rhodeus amarus)
- reptile (2): Elaphe sauromates, țestoasa de baltă (Emys orbicularis)

Pe lângă speciile protejate, pe teritoriul sitului au mai fost identificate 3 specii de amfibieni, 2 specii de mamifere, 3 specii de pești, 6 specii de reptile.